# Kasteel De Raay

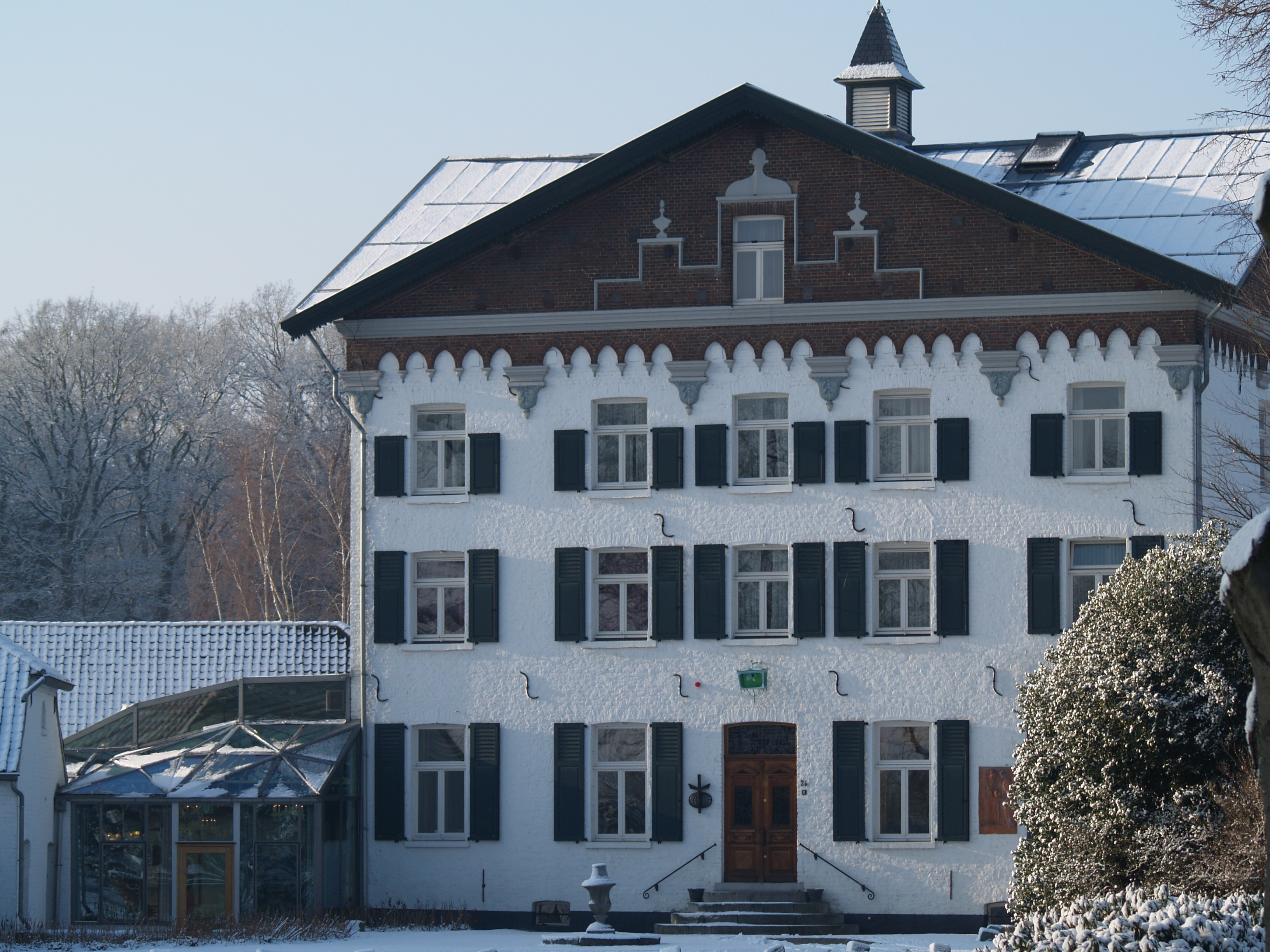
Kasteel De Raay

Kasteel de Raaij is een uit de middeleeuwen daterend kasteel in het Noord-Limburgse Baarlo in de Nederlandse gemeente Peel en Maas, gelegen aan de weg van Kessel naar Venlo. Het huidig gebruik is Hotel-Restaurant/Art-Center.
Op zijn 50 meter ten zuidoosten van het kasteel bevindt zich de Heilige-Familiekapel.

## Bouwkundige geschiedenis
Het gebouw is een vierkant witgeschilderd huis dat op middeleeuwse kelders staat. Het dak is in Zwitserse chaletstijl erop gezet rond 1875. De bijgebouwen en het kasteel zijn begin 2000 onder een glazen overkapping gebracht waarbij de muren van het kasteel goed zichtbaar zijn gebleven. Daarnaast is het kasteel door zijn huidige functie vrij toegankelijk. Op het landgoed is een Art Center met replicamakerij en zeefdrukkerij gevestigd.

## Eigenaren
De eerste vermelding van bebouwing dateert uit 1236. Eerst genoemde eigenaar (Van der Horst) komt pas in 1326 voor. De oorspronkelijke Frankische Waterburcht werd later een erkend adellijk huis waarvoor een zetel in de Staten gereserveerd was. Via een dochter Catharina kwam het aan haar echtgenoot Hans Willem van Baexem. Hun zoon Caspar trouwde in 1661 met een Getrudis van Broeckhuysen. Vanwege grote schulden werd het verkocht en weer doorverkocht, waardoor het aan Conrard Emanuel van Baexem kwam, die in 1700 zijn zetel in de Staten innam. Zijn zoon Hendrik Leopold werd daarna de bezitter. In 1819 werd het aangekocht door H.F. Hermans. Via zijn dochter kwam het aan haar man, baron de Bossart. Het vererfde en werd in 1917 verkocht aan drie personen. Via doorverkopingen en gebruik als vrouwenklooster (1937-1999) werd het aan een projectontwikkelaar verkocht waarna een hotelgroep de logiesfunctie invulde en een ondernemer het Art center heeft opgezet.